# ديفيد زيني
ديفيد زيني (بالعبرية: דוד זיני؛ من مواليد 9 يناير 1974) هو لواء في الجيش الإسرائيلي، ويشغل حاليًا منصب رئيس قيادة التدريب وقائد هيئة الأركان العامة. شغل سابقًا مناصب مثل قائد ملاخ، وقائد دورة قادة السرايا والكتائب، وقائد تشكيل عيدان، ومؤسس وقائد لواء عوز، وقائد مركز تدريب الحرائق في ملاخ، وقائد لواء الإسكندروني، وقائد وحدة إيجوز.

## السيرة
وُلد زيني في القدس المحتلة ونشأ في أسدود. وهو ابن الحاخام يوسف وبنينا زيني، وأصبح والده لاحقًا حاخام المنطقة "د" في أشدود. وهو الأكبر بين عشرة أبناء. عمه هو الحاخام الدكتور إلياهو رحاميم زيني، وجده هو الحاخام مائير زيني. درس في شبابه في موراشا تلمود توراة، ومدرسة هيسبين يشيفا الثانوية، ومدرسة شافي هيبرون يشيفا، وأكاديمية كيشت يهودا ما قبل العسكرية.
انضم إلى الجيش الإسرائيلي عام 1992 وتطوع في وحدة إستطلاع هيئة الأركان العامة الإسرائيلية "سييرت متكال". بعد التدريب الأساسي مع لواء المظليين الإسرائيلي، أكمل برنامج تدريب الوحدة كجندي مقاتل. بعد الانتهاء من الدورة، خدم لمدة عام في سرية عملياتية داخل الوحدة. بعد الانتهاء من دورة ضباط المشاة، انتقل إلى لواء جولاني، حيث تم تعيينه كقائد فصيلة في الكتيبة 12. لاحقًا، أصبح قائد سرية رأس الحربة الثالثة في الكتيبة 12، وقادها أثناء الصراع في جنوب لبنان. ثم قاد السرية أ في وحدة إيجوز. أثناء عملية الدرع الواقي، كان في إجازة دراسية. قاطع دراسته وعاد إلى اللواء حتى نهاية العملية. لاحقًا، أصبح نائب قائد الكتيبة 51. بعد ذلك، كان قائدًا لدورة التدريب المتقدمة في قاعدة غولاني التدريبية. وخلال حرب لبنان الثانية، شغل منصب قائد مركز القيادة العملياتي للواء غولاني.
في عام 2006، تمت ترقيته إلى رتبة مقدم وعُيّن قائدًا للكتيبة 51، وهو المنصب الذي شغله حتى عام 2008. في مارس 2007، تعامل مع تمرد جنود الكتيبة بعد أن أوقف المعايير السلبية المتعلقة بالاختلافات بين المحاربين القدامى والمجندين الجدد. في يوليو 2007، أطلقت الكتيبة تحت قيادته عمليات في غزة استمرت حتى فبراير 2008. خلال هذه الفترة، قاد الكتيبة في القتال في قطاع غزة من فك الارتباط إلى الحرب على غزة، والتي شملت عشرات العمليات المعلنة «بقتل العديد من المسلحين واكتشاف مخابئ الأسلحة، وتدمير البنى التحتية». تلقت الكتيبة ميدالية الوحدة في 27 أبريل 2008، من قائد القيادة الجنوبية الإسرائيلية، يوآف غالانت. في عام 2008، عُيّن قائدًا لوحدة إيجوز، وقادها خلال الحرب على غزة (2008–2009). في عام 2010، أنهى مهمته وذهب لمواصلة دراسته.
في عام 2011، تمت ترقيته إلى رتبة عقيد وعُيّن قائدًا للواء ،لإسكندروني ورئيس فرقة في دورة قادة الشركات والكتائب. في عام 2013، شغل في الوقت نفسه منصب قائد مركز تدريب النيران في ملاخ. أثناء الحرب على غزة 2014 وبعد إصابة قائد لواء جولاني، غسان عليان، عُيّن زيني مؤقتًا بديلاً له، قاد اللواء خلال مجزرة الشجاعية في شرق غزة. أكمل هذه الأدوار في عام 2014. ثم عمل كضابط عمليات في القيادة المركزية من عام 2014 إلى عام 2015. في 6 يوليو 2015، كُلِّف بتأسيس لواء عوز، وتولى دوره كأول قائد له في 27 ديسمبر. وأكمل فترة ولايته في 17 أغسطس 2017. ثم التحق بكلية الدفاع الوطني (الصف 45، 2017-2018).
في 29 يناير 2018، تمت ترقيته إلى رتبة عميد ، وفي 31 يناير، تولى قيادة تشكيل عيدان. بينما كان يعمل في نفس الوقت قائدًا لدورة قادة الشركات والكتائب من عام 2019 إلى عام 2020. شغل منصب قائد تشكيل عيدان حتى 10 سبتمبر 2020. في 24 يونيو 2020، تم تعيينه قائدًا لملاك ، وشغل المنصب حتى 27 أكتوبر 2022.
في 1 يونيو 2023، تمت ترقيته إلى رتبة ألوف، وفي 5 يوليو، تولى منصبه كقائد لقيادة التدريب والعقيدة وقائد لهيئة الأركان العامة. في 7 أكتوبر 2023، فور علمه بالهجوم المفاجئ على إسرائيل، سارع من منزله في مرتفعات الجولان إلى الجنوب، وقاتل إلى جنب مع القوات على الأرض وقام بتحييد المسلحين من قطاع غزة إلى المنطقة القريبة من كيبوتس مفلاسم، وشارك في معركة مفلاسيم. خلال عملية السيوف الحديدية ، تم الكشف عن أنه في مايو 2023، قام بتأليف وثيقة سرية بعد مراجعة شاملة ومتعددة الأنظمة أجراها على أنشطة ااجيش الإسرائيلي على طول السياج مع قطاع غزة ردًا على سيناريوهات مختلفة. وبناء على طلب قائد فرقة غزة العميد آفي روزنفيلد، حدد زيني السيناريوهات المتطرفة، بما في ذلك تسلل لمسلحينتحت مفاجأة استخباراتية كاملة، وأوصى بالاستجابات اللازمة، واختتم بملاحظات حول "المفهوم" الذي تشكل حول السياج. 
بعد رحيل اللواء آفي جيل عن دور السكرتير العسكري لرئيس الوزراء، طُرح اسم زيني كمرشح، حتى أن رئيس الوزراء بنيامين نتنياهو أجرى مقابلة معه بشأن هذه الإمكانية. وفي خضم إمكانية طرح مشروع قانون جديد خلال الحرب على غزة شارك زيني في المبادرة لإنشاء لواء حريدي جديد، مما يتيح اندماج المتشددين الأرثوذكس في الجيش الإسرائيلي مع الحفاظ على قيمهم وخاضعين لأحكام القيادة الحريديم، وبعد إمكانية سن قانون جديد للتجنيد، أنشأ إلى جانب اللواء يانيف عاسور وبرفقة الحاخام ديفيد ليبيل أول لواء حريدي - لواء الحشمونائيم ولتحقيق هذه الغاية، التقى بالحاخام ديفيد ليبيل في بني براك، وعند مغادرة الاجتماع، تعرضت سيارته لهجوم من قبل المتطرفين.
في 22 مايو 2025، عيّن نتنياهو زيني رئيسًا جديدًا لجهاز الأمن العام (الشاباك) بعد إقالة رونين بار، على الرغم من إعلان المحكمة العليا أن إقالة بار "غير قانونية".